# خان الحاج أغا علي
خان الحاج آغا علي (بالفارسية: کاروانسرای حاج آقا علی) هو خان تاريخي يعود إلى عصر القاجاريون، ويقع في كرمان.